# سسنا ۳۵۰ کوروالیس
سسنا ۳۵۰ کوروالیس (به انگلیسی: Cessna 350 Corvalis) یک هواگرد ساختِ کارخانهٔ سسنا در کشور ایالات متحده آمریکا است که در سال ۱۹۹۸-۲۰۱۰ ساخته شد.